# جاكي سبير
جاكي سبير (بالإنجليزية: Jackie Speier )‏ (و. 1950  م) هي سياسية، ومحامية أمريكية، ولدت في سان فرانسيسكو، هي عضوةٌ الحزب الديمقراطي الأمريكي.

## مناصب
تولت منصب عضو مجلس النواب الأمريكي (3 يناير 2017–3 يناير 2019)
- عضو مجلس النواب الأمريكي (6 يناير 2015–3 يناير 2017)[4]
- عضو مجلس النواب الأمريكي (3 يناير 2013–3 يناير 2015)[4]
- عضو مجلس النواب الأمريكي (5 يناير 2011–3 يناير 2013)[4]
- عضو مجلس النواب الأمريكي (6 يناير 2009–3 يناير 2011)[4]
- عضو مجلس النواب الأمريكي (8 أبريل 2008–3 يناير 2009)[4]
- عضو مجلس ولاية كاليفورنيا (1998–2006)[4]
- عضو جمعية ولاية كاليفورنيا (1986–1998)[4]
- مشرف [الإنجليزية]‏ (1980–1986)[4]
- موظف في الكونغرس [الإنجليزية]‏، في ليو رايان (1973–1978)[4]
- عضو مجلس النواب الأمريكي.

## التعليم
تعلمت في جامعة كاليفورنيا، كلية هاستينغز للحقوق، وتحصلت منها على دكتوراه في القانون (حتى 1976)، وجامعة كاليفورنيا، دافيس، وتحصلت منها على بكالوريوس في الفنون (حتى 1972)، وMercy High School (Burlingame, California) ‏ (حتى 1968).

## وصلات خارجية
- جاكي سبير على موقع IMDb (الإنجليزية)
- جاكي سبير على موقع إن إن دي بي (الإنجليزية)
- جاكي سبير على موقع قاعدة بيانات الفيلم (الإنجليزية)
- جاكي سبير في قاعدة بيانات الأفلام على الإنترنت